# Wijken en buurten in Heemstede
De Nederlandse gemeente Heemstede is voor statistische doeleinden onderverdeeld in wijken en buurten. De gemeente is verdeeld in de volgende statistische wijken:
- Wijk 00 Heemstede-centrum (CBS-wijkcode:039700)
- Wijk 01 Heemstede-Zuid (CBS-wijkcode:039701)
- Wijk 02 Heemstede west van de spoorbaan (CBS-wijkcode:039702)

Een statistische wijk kan bestaan uit meerdere buurten. Onderstaande tabel geeft de buurtindeling met kentallen volgens het Centraal Bureau voor de Statistiek (2008):
| CBS-buurtcode | Buurtnaam                                        | Inwonertal | Opp. totaal (ha) | Opp. land (ha) | Ligging                |
| ------------- | ------------------------------------------------ | ---------- | ---------------- | -------------- | ---------------------- |
| BU03970000    | Centrum                                          | 3540       | 48               | 47             | Locatie in de gemeente |
| BU03970001    | Oude Dorp, Indische buurt en omgeving            | 4440       | 198              | 184            | Locatie in de gemeente |
| BU03970002    | Zandvoortselaan en Berkenrode en omgeving        | 2080       | 62               | 59             | Locatie in de gemeente |
| BU03970003    | Heemsteedse Dreef Schildersbuurt en omgeving     | 4650       | 104              | 98             | Locatie in de gemeente |
| BU03970004    | Van Merlenbuurt en Valkenburgerplein en omgeving | 1100       | 146              | 142            | Locatie in de gemeente |
| BU03970005    | Schouwbroekerpolder                              | 1090       | 26               | 24             | Locatie in de gemeente |
| BU03970006    | Rivierenbuurt                                    | 1850       | 86               | 81             | Locatie in de gemeente |
| BU03970007    | Kennemerduin en omgeving                         | 1040       | 33               | 33             | Locatie in de gemeente |
| BU03970008    | Provincienbuurt                                  | 770        | 8                | 8              | Locatie in de gemeente |
| BU03970009    | Geleerdenbuurt                                   | 1760       | 33               | 32             | Locatie in de gemeente |
| BU03970100    | De Glip                                          | 1400       | 93               | 92             | Locatie in de gemeente |
| BU03970101    | Glipper Dreef en Staatsliedenbuurt               | 1140       | 19               | 19             | Locatie in de gemeente |
| BU03970102    | Manpad en Hartekamp                              | 350        | 58               | 53             | Locatie in de gemeente |
| BU03970200    | Dichters- en Vogelbuurt                          | 400        | 50               | 49             | Locatie in de gemeente |